# 蔡馥生
蔡馥生（1903年—1994年），别名蔡家桂、蔡丹华，男，广东揭阳（一作潮阳）人，中国经济学家，曾任暨南大学经济学院院长。